# 3-я моторизованная дивизия (вермахт)
3-я моторизованная дивизия (нем. 3. Infanterie-Division (mot.)) — тактическое соединение сухопутных войск нацистской Германии в годы Второй мировой войны.
Она была сформирована как стандартная пехотная дивизия и принадлежала к первой волне мобилизации. В 1940 г. дивизия стала моторизованной. Она приняла участие в Польской кампании (1939), французской кампании 1940 г. и нападении на СССР. В 1943 г. дивизия была уничтожена под Сталинградом. Восстановлена на основе 386-й пехотной дивизии как «3-я танково-гренадерская дивизия» (нем. 3.Panzergrenadier-Division). Участвовала в боях в Италии и на Западном фронте. Уничтожена в апреле 1945 г. при окружении группы армий «Б» в ходе Рурской операции.

## История формирования
Дивизия была сформирована в октябре 1934 г. во Франкфурт-на-Одере на основе 8-го и 9-го пехотных полков 3-й пехотной дивизии рейхсвера. Первоначально в целях дезинформации штаб дивизии носил название «военное управление Франкфурта», затем «комендант Франкфурта». Когда в октябре 1935 г. официально было объявлено о создании вермахта, дивизия стала именоваться 3-й пехотной и была подчинена командованию 3-го корпусного округа. В состав дивизии вошли 8-й, 29-й и 50-й пехотные полки.

## Боевой путь до 1941 года
Во время подготовки к боевым действиям против Чехословакии во время Судетского кризиса 1938 года 3-я пехотная дивизия в составе 2-го армейского корпуса вошла в состав 2-й армии, развернутой в южной части Силезии. Накануне вторжения в Польшу в 1939 году дивизия была мобилизована в первой волне (1 августа 1939 года) и вновь оказалась в составе 2-го армейского корпуса, включённого в 4-ю армию группы армий «Север». В его составе дивизия участвовала в прорыве позиций армии «Поможе» в польском коридоре, а затем в окружении армий «Познань» и «Поможе» в ходе битвы на Бзуре. После разгрома Польши дивизия была переброшена на Западный фронт на границу с Люксембургом. В ходе французской кампании 1940 года дивизия действовала в составе «родного» 3-го армейского корпуса, подчинённого командованию 12-й армии из состава группы армий «А». Пройдя Люксембург и Бельгию, она форсировала Маас у Нузонвиля, а затем Эну, дойдя до района Соны у Шалона. После подписания перемирия с Францией дивизия находилась на демаркационной линии в районе Лё-Крёзо.

## 3-я моторизованная дивизия
В октябре 1940 года дивизия вернулась в Германию, где была переформирована в моторизованную (нем. 3. Infanterie-Division (mot.)). При этом 50-й полк был передан 111-й пехотной дивизии. В новом качестве дивизия приняла участие в нападении на СССР в составе 56-го моторизованного корпуса, входившего в состав 4-й танковой группы Группы армий «Север». В июне 1941 года дивизия была выдвинута в район южнее Таураге и в ходе общего наступления наносила удар на Расейняй. Летом 1941 года дивизия продвигалась к Ленинграду, достигнув Луги. Однако 15 августа она была переброшена на участок южнее озера Ильмень. С октября 1941 года дивизия действовала в составе группы армий «Центр» в ходе битвы за Москву под Гжатском и Вязьмой, а в ноябре и декабре 1941 года в районе Наро-Фоминска. В июле 1942 года дивизия была передана группе армий «Юг» и приняла участие в наступлении на Сталинград. Вместе с 6-й армией попала в окружение и была уничтожена.
В марте 1943 г. в Лионе на основе уцелевших остатков дивизии, а также частей 386-й пехотной дивизии, также сформированной во Франкфурте, была создана новая 3-я моторизованная дивизия. Для повышения морального духа солдат она получила название «3-я танково-гренадерская дивизия» (нем. 3.Panzergrenadier-Division). В июле 1943 г. переброшена в Италию в распоряжение группы армий «С», в резерве которой находилась до ноября 1943 г. Затем в составе 14-й армии дивизия участвовала в боях у Салерно, Монте-Кассино, на линии Бернарда, у Анцио и в общем отступлении к Риму. Понесла тяжёлые потери, была выведена в резерв, а в августе 1944 г. переброшена на Западный фронт. Участвовала в боях в районе Парижа, у Нанси, у Метца и Аахена. В январе 1945 г. дивизия в составе 5-й танковой армии была задействована в Арденнской операции. В дальнейшем занимала позиции на Рейне у Кёльна. В апреле 1945 г. капитулировала перед американцами вместе с группой армий «Б» в результате Рурской операции.

## Командиры
- полковник Курт Хаазе, с 1934 г.
- генерал-майор Вальтер Петцель, с 3 июля 1936 г.
- генерал-лейтенант Вальтер Лихель, с 11 октября 1938 г.
- Пауль Бадер, на 1 октября 1940 г.
- Курт Ян, с 25 мая 1941 г.
- Хельмут Шломер, на 1 апреля 1942 г.
- Фриц Хуберт Грезер, с 1 марта 1943 до 1 июня 1944
- Ганс Геккер, с марта 1944 г.
- Ганс-Гюнтер фон Рост, с июня 1944 г.
- Вальтер Денкерт, с октября 1944 г.

## Организация
| - 8-й пехотный полк (Infanterie-Regiment 8) - 29-й пехотный полк (Infanterie-Regiment 29) - 50-й пехотный полк (Infanterie-Regiment 50) - 3-й артиллерийский полк (Artillerie-Regiment 3) - 1-й дивизион 39-го артиллерийского полка (в декабре 1940 г. передан в 97-ю лпд) - 3-й дивизион ПВО (Panzer-Abwehr-Abteilung 3) - до декабря 1939 года — 3-й батальон АИР - 3-й разведывательный батальон (Aufklärungs-Abteilung 3) - 3-й сапёрный батальон (Pionier-Bataillon 3) - 3-й батальон связи (Nachrichten-Abteilung 3) - 3-й запасной батальон | - 8-й моторизованный полк (Infanterie-Regiment (mot.) 8) - 29-й моторизованный полк (Infanterie-Regiment (mot.) 29) - 3-й артиллерийский полк (Artillerie-Regiment (mot.) 3) - 53-й мотоциклетный батальон (Kradschützen-Bataillon 53) - 53-й разведывательный батальон (Aufklärungs-Abteilung (mot.) 53) - 312-й дивизион ПВО (Heeres-Flak-Artillerie-Abteilung 312) - 3-й противотанковый артиллерийский дивизион - 3-й сапёрный батальон (Pionier-Bataillon (mot.) 3) - 3-й батальон связи (Nachrichten-Abteilung (mot.) 3) - части снабжения и обеспечения с дивизионным номером 3 |

### 21 июня 1941 года
- Дивизионный штаб (2 ручных пулемёта)
- 3-й (мот.) картографический отряд
- 8-й моторизованный полк
  - 1 (мот.) штабная рота
    - 1 взвод связи
    - 1 пионерский взвод (3 ручных пулемёта)
    - 1 взвод мотоциклистов-посыльных
    - 1 полковой оркестр

  - 1-й, 2-й и 3-й моторизованные батальоны
    - 1 взвод мотоциклистов (3 ручных пулемёта)
    - 3 пехотные роты (12 ручных пулемёта и 3 50-мм миномёта)
    - 1 пулемётная рота (6 80-мм миномётов и 8 станковых пулемётов)

  - 1 (мот.) противотанковый дивизион (12 37-мм PAK 36 и 4 ручных пулемёта)
  - 1 (мот.) батарея пехотных орудий (2 150-мм орудия SIG и 4 75-мм орудия LeIG)
- 29-й моторизованный полк: то же, что и 8-й моторизованный полк
- 53-й мотоциклетный батальон
  - 3 мотоциклетные роты (18 ручных пулемёта, 2 станковых пулемёта и 3 50-мм миномёта на каждую)
  - 1 (мот.) пулемётная рота (8 станковых пулемётов и 6 80-мм миномётов)
  - 1 (мот.) рота поддержки
    - 1 отделение пехотных орудий (2 75-мм пехотных орудий)
    - 1 пионерский взвод (3 ручных пулемёта)
    - 1 противотанковый взвод  (3 37-мм PAK 36 и 1 ручной пулемёт)
- 53-й разведывательный батальон
  - 1 (мот.) взвод связи (2 ручных пулемёта)
  - 1 рота бронеавтомобилей (10 20-мм и 25 ручных пулемёта)
  - 1 мотоциклетная рота (18 ручных пулемёта, 2 станковых пулемёта и 3 50-мм миномёта)
  - 1 (мот.) рота поддержки
    - 1 отделение пехотных орудий (2 75-мм пехотных орудия)
    - 1 пионерский взвод (3 ручных пулемёта)
    - 1 противотанковый взвод (3 37-мм PAK 36 и 1 ручной пулемёт)
- 3-й (мот.) артиллерийский полк
  - 1 (мот.) штабная батарея
    - 1 взвод связи
    - 1 метеорологический отряд

  - 1 полковой оркестр
  - 1-й и 2-й (мот.) артиллерийские дивизионы
    - 1 (мот.) взвод связи
    - 1 (мот.) топографический отряд
    - 3 (мот.) батареи (4 105-мм гаубицы и 2 ручных пулемёта на каждую)

  - 3-й (мот.) артиллерийский дивизион
    - 1 (мот.) взвод связи
    - 1 (мот.) топографический отряд
    - 3 (мот.) батареи (4 150-мм гаубицы sFH и 2 ручных пулемёта на каждую)
- 3-й (мот.) противотанковый дивизион
  - 1 (мот.) взвод связи
  - 3 (мот.) противотанковые батареи (2 50-мм PAK 38, 9 37-мм PAK 36 и 4 ручных пулемёта на каждую)
- 3-й (мот.) пионерский батальон
  - 3 (мот.) пионерские роты (9 ручных пулемётов на каждую)
  - 1 мостовая колонна Б
  - 1 (мот.) пионерская колонна снабжения
- 3-й (мот.) батальон связи
  - 1 (мот.) радио рота (2 ручных пулемёта)
  - 1 (мот.) рота связи (2 ручных пулемёта)
  - 1 (мот.) колонна снабжения связи
- 3-й полевой запасной батальон (3 роты)
- 3-й дивизионный отряд снабжения
  - 1-6/3-я (мот.) лёгкие колонны снабжения
  - 9/,10/3-я (мот.) лёгкие колонны снабжения
  - 7/,8/3-я (мот.) колонны тяжёлого топлива (2 ручных пулемёта на каждую)
  - 1/,2/3-я (мот.) роты технического обслуживания (1 ручной пулемёт на каждую)
  - 3-я (мот.) рота снабжения (4 ручных пулемёта)
  - 3-я (мот.) хлебопекарная рота
  - 3-я (мот.) мясная рота
- Администрация 3-й дивизии
- 1/,2/3-я (мот.) медицинские роты
- 1/,2/,3/3-я роты скорой помощи
- 3-й (мот.) отряд военной полиции
- 3-я (мот.) полевая почта[2]

### 28 июня 1942 года

8-й моторизованный полк
3-й артиллерийский полк
103-й танковый батальон
53-й разведывательный батальон
3-й противотанковый дивизион
3-й пионерский батальон

Управление дивизии
- Штаб дивизии (19 офицеров, 12 уорент-офицеров, 29 сержантов и 67 человек)
  - Охрана штаба
    - 1 пехотное отделение (2 ручных пулемёта и 1 средний грузовик)

  - Мотоциклетный отряд
    - Штабная секция (5 мотоциклов и 1 мотоколяска)
    - 5 секций (5 мотоциклов и 1 с коляской на каждую)

  - Секция технического обслуживания (1 мотоцикл с коляской, 1 автомобиль, 2 офицера и 40 человек)
  - Автопарк (3 мотоцикла, 5 лёгких автомобилей, 5 средних автомобилей, 4 автомобиля Kfz 15, 1 автомобиль Kfz 21, 5 лёгких грузовиков, 6 средних грузовиков, 2 лёгких автобуса. 6 средних грузовиков, 2 лёгких автобуса, 1 средний автобус переоборудован под офис)
- 3-й картографический отряд (1 автомобиль Kfz1, 1 средний автобус, переоборудованный под офис, и 1 2-тонный фургон)

8-й моторизованный полк:
- Штаб полка (5 мотоциклов, 2 мотоцикла с колясками и 2 автомобиля Kfz 12)
- Штабная рота полка
  - Штаб роты (2 мотоцикла, 2 мотоцикла с колясками и 1 автомобиль Kfz 12)
  - Мотоциклетный взвод
    - Штабная секция (1 мотоцикл и 1 автомобиль Kfz 15)
    - 3 разведывательных отделения (1 мотоцикл, 4 мотоцикла с колясками машинами каждый — 1 отделение с 2 ручными пулемётами)
    - 1 секция посыльных (8 мотоциклов)

  - Противотанковый взвод
    - Штабная секция (1 мотоцикл, 1 мотоцикл с 1 мотоцикл с коляской и 1 машина Kfz 15)
    - Орудийная секция (4 полугусеничных Sd Kfz 10, 3 50-мм орудия PAK 38 и 1 прицеп с боеприпасами)

  - Пионерский взвод
    - Штабная секция (1 мотоцикл, 1 мотоцикл с и 1 автомобиль Kfz 15)
    - 3 пионерские секции (1 мотоцикл, 2 2-тонных грузовика, 1 секция имела 2 пулемёта)

  - Взвод связи
    - Штабная секция (1 мотоцикл, 1 мотоцикл с и 3 машины Kfz 15)
    - 2 лёгкие телефонные секции (1 автомобиль Kfz 15 на каждую)
    - 4 секции ранцевых радиостанций (на машинах штабной секты)
    - 4 лёгкие радио секции (по 1 фургону Kfz 17 на каждую)

  - Секция технического обслуживания (1 мотоцикл и 1 автомобиль Kfz 2/40)
  - Ротный поезд (1 мотоцикл, 2 лёгкие машины, 4 лёгких грузовика, 1 средний грузовик и 1 33-местный автобус)
- 1-й моторизованный батальон:
  - Управление батальона
    - Штаб батальона (4 мотоцикла, 2 мотоцикла, 1 автомобиль Kfz, 2 автомобиля Kfz 15)
    - Отряд связи
      - Штабная секция (1 автомобиль Kfz 15 и 1 2-тонный грузовик)
      - 2 лёгкие телефонные секции (едут в штабном грузовике)
      - 2 секции ранцевых радиостанций (едет в штабном грузовике)
      - 2 секции ранцевых радиостанций (1 автомобиль Kfz 2 на каждую)

    - Отряд технического обслуживания (1 мотоцикл с коляской, 1 автомобиль Kfz 2/40, 1 лёгкий автомобиль, 1 лёгкий грузовик и 2 3-тонных грузовика. 1 лёгкая машина, 1 лёгкий грузовик и 2 3-тонных грузовика)
    - Ротный поезд (1 мотоцикл, 1 мотоцикл с 1 мотоцикл, 1 мотоцикл с коляской, 3 лёгких автомобиля, 1 лёгкий грузовик, 4 средних грузовика, 6 3-тонных грузовиков и 1 санитарная машина Kfz 31)

  - 3 моторизованные пехотные роты, каждая из которых имеет:
    - Штаб роты (3 мотоцикла, 2 мотоцикла с коляской и 1 автомобиль Kfz 15 и 1 автомобиль Kfz 15)
    - Противотанковая секция (1 средний грузовик, 1 28-мм PzBu 41 и 3 противотанковых ружья)
    - 3 пехотных взвода, каждый:
      - Штабная секция (1 мотоцикл, 2 ручных пулемёта — личный состав едут в грузовиках пехотного отделения)
      - 4 пехотных отделения (1 средний грузовик на каждый; 1 отделение имеет 1 ручной пулемёт)
      - 1 миномётная секция (1 50-мм миномёт; едет в грузовике с пехотным отделением)

    - Секция технического обслуживания (1 мотоцикл с коляской и 1 автомобиль Kfz 2/40)
    - Ротный поезд (1 лёгкий автомобиль, 1 лёгкий грузовик и 2 средних грузовика)

  - 1 тяжёлая рота
    - Штаб роты (3 мотоцикла, 2 мотоцикла с коляской, 2 автомобиля Kfz 15, 2 мотоцикла, 2 мотоцикла с коляской, 2 автомобиля Kfz 15)
    - 2 пулемётных взвода, каждый:
      - Штабная секция (1 мотоцикл с коляской и 1 Kfz1 машина)
      - 3 секции станковых пулемётов (1 средний грузовик и 2 станковых пулемёта на каждый)

    - 1 миномётный взвод
      - Штабная секция (1 мотоцикл и 1 автомобиль Kfz 11)
      - 3 миномётный взвод (1 мотоцикл, 2 средних грузовика и 2 81-мм миномёта на каждую)

    - 1 противотанковый взвод
      - Штабная секция (1 мотоцикл, 1 мотоцикл с коляской и 1 грузовик Kfz 69)
      - Орудийный взвод (4 грузовика Kfz 69, 3 37-мм пушки PAK 36, И 1 ручной пулемёт)

    - Секция технического обслуживания (1 мотоцикл с коляской и 1 автомобиль Kfz 2/40)
    - Ротный поезд (1 лёгкий автомобиль, 1 лёгкий грузовик и 2 средних грузовика)
- 2-й моторизованный батальон: то же, что и 1-й моторизованный батальон
- 3-й моторизованный батальон: То же, что и 1-й моторизованный батальон.
- Батарея пехотных орудий:
  - Штаб батареи (5 мотоциклов, 2 мотоцикла с колясками и 2 машины Kfz 15)
  - Отряд связи
    - 2 лёгкие телефонные секции (1 автомобиль Kfz 15 на каждую)
    - 2 секции ранцевых радиостанций (по 1 автомобилю Kfz 2 на каждую секцию)
    - 3 взвода лёгких пехотных орудий, каждый с
      - Штабная секция (1 мотоцикл, 1 мотоцикл с боковым и 1 автомобиль Kfz 12)
      - Орудийная секция (6 машин Kfz 12, 2 75-мм орудия LeIG и 4 прицепа с боеприпасами)

    - 1 взвод тяжёлых пехотных орудий
      - Штабная секция (1 мотоцикл, 1 мотоцикл с коляской и 1 автомобиль Kfz 15)
      - Орудийная секция (4 полугусеничных Sd Kfz 10 и 2 150-мм SIG)

    - Секция технического обслуживания (1 мотоцикл с коляской и 1 автомобиль Kfz 2/40)
    - Ротный поезд (1 лёгкая машина, 1 2-тонный грузовик, 1 средний грузовик и 1 3-тонный грузовик)
- Самоходная зенитная батарея:
  - Штаб батареи (4 мотоцикла, 1 автомобиль Kfz 1 и 1 ручной пулемёт)
  - Отряд связи
    - Штабная секция (1 автомобиль Kfz 15)
    - 1 лёгкая телефонная секция (1 автомобиль Kfz)
    - 3 секции ранцевых радиостанций (1 машина Kfz 2 на каждую)

  - 2 (одноствольных) зенитных взвода, каждый с
    - Штабная секция (3 мотоцикла, 2 машины Kfz 15 и 1 ручной пулемёт)
    - Орудийный расчёт (4 полугусеничных Sd Kfz 10/4 с 20-мм зенитной пушкой, 2 полугусеничных Sd Kfz 10/4 без пушки), 2 прицепа с боеприпасами)

  - 1 взвод счетверённых зенитных установок
    - Штабная секция (5 мотоциклов, 1 автомобиль Kfz 15 и 1 ручной пулемёт)
    - Орудийная секция (2 полугусеничных Sd Kfz 7/1 с четырьмя 20-мм орудиями, 2 полугусеничных Sd Kfz 7/1 без орудий и 2 прицепа с боеприпасами)

  - Отряд подвоза боеприпасов (1 мотоцикл и 3 2-тонных грузовика)
  - Секция технического обслуживания (1 мотоцикл с коляской, 1 автомобиль Kfz 2/40 и 1 средний грузовик)
  - Ротный поезд (4 мотоцикла, 2 мотоцикла с коляской, 2 лёгких грузовика, 2 2-тонных грузовика и 2 3-тонных грузовика)

29-й моторизованный полк: то же, что и в 8-м моторизованном полку
103-й танковый батальон:
- Штаб батальона (2 мотоцикла, 1 мотоцикл с коляской, 1 лёгкая машина, 3 машины Kfz 15 и 1 лёгкий грузовик)
- Штабная рота батальона
  - Штаб роты (2 мотоцикла и 1 автомобиль Kfz 15)
  - Взвод лёгких танков (5 танков Sd Kfz 121 Mk II)
  - Взвод связи (1 мотоцикл, 1 машина Kfz 15, 1 Sd Kfz 141 Mk III и 2 Sd Kfz 266 Command Mk III)
  - Разведывательный взвод
    - Штабная секция (3 мотоцикла и 1 автомобиль Kfz 1)
    - 4 секции (1 мотоцикл, 2 мотоцикла с коляской, 1 мотоцикл, 7 1 ручной пулемёт)

  - Зенитный взвод (4 машины Kfz 4 со спаренными пулемётами)
  - Пионерский взвод
    - Штабная секция (1 мотоцикл, 2 мотоцикла с коляской, 2 2-тонных грузовика)
    - 3 пионерские секции (едет в штабном 2-тонном грузовике и имеет 1 ручной пулемёт)
    - 1 танковая секция пионеров (3 танка Sd Kfz 121 Mk II)

  - Секция технического обслуживания (1 мотоцикл с коляской, 1 машина Kfz 2/40, 1 3-тонный грузовик)
  - Секция медиков (1 мотоцикл с коляской, 1 3-тонный грузовик, 1 санитарная машина Kfz 31, 1 полугусеничная санитарная машина Sd Kfz 251/8)
  - Ротный поезд (2 мотоцикла, 2 мотоцикла с коляской, 1 лёгкий автомобиль, 1 лёгковой автомобиль Kfz 1, 1 лёгкий грузовик,, 1 2-тонный грузовик, 2 средних грузовика, 34 3-тонных грузовика)
- 2 лёгкие танковые роты, каждая:
  - Штаб роты (3 мотоцикла, 1 автомобиль Kfz 15, 5 танков Sd Kfz 121 Mk II и 2 танка Sd Kfz 141 Mk III)
  - 3 танковых взвода (5 танков Sd Kfz 141 Mk III)
  - Секция технического обслуживания (2 мотоцикла с коляской, 1 автомобиль Kfz 2/50, 1 3-тонный грузовик, 2 полугусеничных Sd Kfz 10)
  - Ротный поезд (2 мотоцикла с коляской, 1 автомобиль Kfz 1, лёгковой автомобиль, 1 средний грузовик и 5 3-тонных грузовиков)
- 1 средняя танковая рота
  - Штаб роты (3 мотоцикла, 1 автомобиль Kfz 15, 5 танков Sd Kfz 121 Mk II и 2 танка Sd Kfz 161 Mk IV)
  - 3 танковых взвода (4 танка Sd Kfz 161 Mk IV[a])
  - Секция технического обслуживания (2 мотоцикла с коляской, 1 автомобиль Kfz 2/50, 1 3-тонный грузовик, 2 полугусеничных Sd Kfz 10)
  - Ротный поезд (2 мотоцикла с коляской, 1 автомобиль Kfz 1 лёгковой автомобиль, 1 средний грузовик и 5 3-тонных грузовиков)
  - Рота технического обслуживания
    - Штаб взвода (1 мотоцикл с коляской и 1 машина Kfz 81)
    - Мастерская (9 3-тонных грузовиков, 1 фургон Kfz 79, 1 22-местный автобус, 1 прицеп с инструментами, 1 прицеп со сварочным оборудованием и 2 пулемёта)
    - Секция обслуживания связи (1 лёгкий грузовик, 2 фургона Kfz 42, 1 прицеп-генератор)
    - Восстановительный отряд (1 мотоцикл с коляской, 1 автомобиль Kfz 1 автомобиль, 1 полугусеничная машина Sd Kfz 7, 3 полугусеничные машины Sd Kfz 9/1, 1 кран на полугусеничном Sd Kfz 9/1 (6 т.), 1 10-тонный прицеп для лёгких танков), 1 22-тонный прицеп для средних танков)
    - Секция оружейников (1 мотоцикл с коляской, 1 машина Kfz 15 и 2 средних грузовика)
    - Взводный поезд (1 мотоцикл с коляской, 1 лёгкая машина и 3 средних грузовика)

53-й разведывательный батальон
- Штаб батальона (8 мотоциклов, 2 мотоцикла с коляской, 2 автомобиля Kfz 15 и 1 бронеавтомобиль Sd Kfz 247)
- Взвод связи
  - Штабная секция (1 мотоцикл, 1 мотоцикл с коляской, 1 автомобиль Kfz 15)
  - 2 секции с ранцевыми радиостанциями (1 автомобиль Kfz 2 на каждую)
  - 1 лёгкая механизированная радио секция (1 бронеавтомобиль Sd Kfz 260)
  - 4 механизированные радио секции (1 бронеавтомобиль Sd Kfz 261)
  - 3 средних механизированных радио секции (1 Sd Kfz 263 бронеавтомобиль и 1 автомобиль Kfz 15 на каждый)
- Батальонный ремонтный отряд (1 мотоцикл с коляской, 1 автомобиль Kfz 2/40, 1 лёгкая машина, 2 3-тонных грузовика)
- Батальонный поезд (1 мотоцикл, 2 лёгкие машины, 1 Kfz 15 автомобиль, 2 лёгких грузовика, 2 средних грузовика и 1 33-местный автобус)
- 3 мотоциклетные роты, каждая из которых имеет:
  - Штаб роты (4 мотоцикла, 2 мотоцикла с коляской и 1 автомобиль Kfz 15)
  - 3 разведывательных взвода, каждый с:
    - Штабная секция (1 мотоцикл, 2 автомобиля Kfz 15 и 1 противотанковое ружьё)
    - 3 отделения (4 мотоцикла с коляской на каждый — 1 отделение имело 2 ручных пулемёта)

  - 1 тяжёлый взвод
    - Штабная секция (1 мотоцикл, 1 мотоцикл с коляской и 2 Kfz 15)
    - 2 пулемётные секции (8 мотоциклов с коляской, & 2 станковых пулемёта на каждый)
    - 1 миномётная секция (3 грузовика Kfz 70 и 2 80-мм миномёта)

  - Секция технического обслуживания (1 мотоцикл с коляской и 1 машина Kfz 2/40)
  - Ротный поезд (2 мотоцикла, 1 мотоцикл с коляской, 1 автомобиль Kfz 15, 1 лёгкий грузовик, 5 2-тонных грузовиков, и 1 3-тонный грузовик)
- 1 рота бронеавтомобилей
  - Штаб роты (2 мотоцикла, 5 мотоциклов с колясками, 1 автомобиль Kfz 15)
  - 1 взвод тяжёлых бронеавтомобилей (3 бронеавтомобиля Sd KFz 231 и 2 бронеавтомобиля Sd Kfz 232)
  - 3 взвода лёгких бронеавтомобилей (4 Sd Kfz 222 и 2 Sd Kfz 232 бронеавтомобилей на каждый)
  - Секция технического обслуживания (1 мотоцикл с коляской, 1 машина Kfz 2/40 и 2 2-тонных грузовика)
  - Ротный поезд (1 автомобиль Kfz 15, 3 2-тонных грузовика, 1 средний грузовик и 1 3-тонный грузовик)
- 1 тяжёлая рота
  - Штаб роты (3 мотоцикла, 2 мотоцикла с коляской, 1 автомобиль Kfz 15)
    - Секция лёгкой телефонной связи (1 автомобиль Kfz 15)
    - Секция технического обслуживания (1 мотоцикл с коляской, 1 автомобиль Kfz 2/40)
    - Ротный поезд (1 автомобиль Kfz 15, 1 2-тонный грузовик, 1 средний грузовик, 1 3-тонный грузовик)

  - Противотанковый взвод
    - Штабная секция (1 мотоцикл, 1 мотоцикл с коляской и 1 автомобиль Kfz 15)
    - Секция подвоза боеприпасов (2 полугусеничных Sd Kfz 10, 2 прицепа с боеприпасами)
    - Орудийный расчёт (3 полугусеничных Sd Kfz 10, 3 50-мм пушки PAK 38)

  - Взвод пехотных орудий
    - Штабная секция (1 мотоцикл, 1 мотоцикл с коляской и 1 грузовик Kfz 69)
    - Орудийная секция (2 грузовика Kfz 69 и 2 75-мм пушки LeIG)

  - Пионерский взвод
    - Штабная секция (1 мотоцикл, 1 мотоцикл с коляской, 1 автомобиль Kfz 15 и 2 2-тонных грузовика)
    - 4 пионерские секции (1 2-тонный грузовик на каждое — в одном отделении было 2 ручных пулемёта)

  - Секция противотанковых пушек (1 мотоцикл с коляской, 3 грузовика Kfz 70, 3 28-мм противотанковых пушки PzB 41 и 3 ручных пулемёта)
- 1 лёгкая колонна
  - Штаб колонны (3 мотоцикла, 4 мотоцикла с коляской, 1 автомобиль Kfz 15 и 1 ручной пулемёт)
  - 1 секция (1 мотоцикл, 5 2-тонных грузовиков)
  - 2 секции (4 средних грузовика)
  - Колонный поезд (1 мотоцикл с коляской и 2 средних грузовика)

3-й артиллерийский полк
- 1 (мот.) штаб полка (4 мотоцикла, 1 автомобиль Kfz 1, 3 автомобиля Kfz 15 и 1 средний автобус)
- 1 (мот.) полковая штабная батарея
  - Штаб батареи (2 мотоцикла и 1 автомобиль Kfz 15)
  - Взвод связи
    - Штабная секция (1 мотоцикл с коляской)
    - 1 тяжёлая телефонная секция (1 автомобиль Kfz 2 и 1 фургон Kfz 23)
    - 3 лёгкие телефонные секции (1 Kfz 15 в каждой)
    - 2 лёгкие радио секции (1 фургон Kfz 17 в каждой)
    - 4 секции ранцевых радиостанций (1 автомобиль Kfz 2 в каждой)
    - 1 лёгкая радио секция (1 фургон Kfz 17/1)

  - Метеорологическая секция (1 мотоцикл с коляской и 1 фургон Kfz 76)
  - Секция печати (1 мотоцикл, 1 лёгкая машина, 1 средний грузовик, 1 фургон Kfz 62 и 1 генераторный прицеп)
  - Секция технического обслуживания (1 мотоцикл с коляской и 1 автомобиль Kfz 2/40)
  - Батарейный поезд (3 лёгких автомобиля, 1 автомобиль Kfz 4 со сдвоенным пулемётом, 1 лёгкий грузовик, 3 средних грузовика и 1 33-местный автобус)
- 1-й и 2-й (мот.) артиллерийские дивизионы, каждый с:
  - 1 (мот.) штаб батальона (3 мотоцикла, 1 мотоцикл с 1 автомобиль Kfz 1, 3 автомобиля Kfz 15 и 1 средний грузовик)
  - 1 (мот.) штабная батарея дивизиона
    - Штаб батареи (2 мотоцикла и 1 автомобиль Kfz 15)
    - Взвод связи:
      - Штабная секция (1 мотоцикл с коляской)
      - 1 средняя телефонная секция (1 автомобиль Kfz 15 и 1 фургон Kfz 76)
      - 3 лёгкие телефонные секции (1 машина Kfz 15 на каждую)
      - 4 секции ранцевых радиостанций (1 автомобиль Kfz 2 на каждую)
      - 1 лёгкая радио секция (1 фургон Kfz 17/1)

    - Топографическая секция (1 мотоцикл, 1 автомобиль Kfz 3, и 1 2-тонный грузовик)
    - Секция технического обслуживания (1 мотоцикл с коляской и 1 автомобиль Kfz 7/40)
    - Дивизионная секция технического обслуживания (1 лёгкая машина и 3 средних грузовика)
    - Дивизионный поезд (4 мотоцикла, 3 лёгких автомобиля, 1 автомобиль Kfz 4 со спаренными пулемётами, 4 лёгких грузовика, 18 средних грузовиков и 1 санитарный автомобиль Kfz 31)

  - 3 (мот.) батареи 105-мм орудий leFH, каждая из которых имеет:
    - Штаб батареи (3 мотоцикла, 3 автомобиля Kfz 15)
    - Отряд связи
      - Штабная секция (1 автомобиль Kfz 15)
      - 1 средняя телефонная секция (1 автомобиль Kfz 15 и 1 фургон Kfz 76)
      - 1 лёгкая телефонная секция (1 автомобиль Kfz 15)
      - 1 секция ранцевых радиостанций (1 автомобиль Kfz 2)

    - Орудийный взвод
      - Штабная секция (1 мотоцикл, 1 автомобиль Kfz 1, 1 автомобиль Kfz 4 машина со спаренными пулемётами, 1 машина Kfz 15, и 1 полугусеничный Sd Kfz 11)
      - 2 орудийные секции (2 полугусеничных Sd Kfz 11, 2 105-мм leFH в каждой)
      - Отделение подвоза боеприпасов (1 лёгкий автомобиль и 4 3-тонных грузовика)

    - Секция технического обслуживания (1 мотоцикл с коляской, и 1 автомобиль Kfz 2/49)
    - Батарейный поезд (1 лёгкий грузовик и 3 средних грузовика)
- 3-й артиллерийский дивизион:
  - 1 (мот.) штаб дивизиона (тот же, что и в 1-м дивизионе)
  - 1 (мот.) штабная батарея дивизиона (та же, что и в 1-м дивизионе)
  - 1 (мот.) 105-мм батарея K18
    - Штаб батареи (3 мотоцикла, 3 машины Kfz 1)
      - Штабная секция (1 машина Kfz 15)
      - 1 средняя телефонная секция (1 автомобиль Kfz 15 и 1 фургон Kfz 76)
      - 1 лёгкая телефонная секция (1 автомобиль Kfz 15)
      - 1 секция ранцевых радиостанций (1 автомобиль Kfz 2)

    - Орудийный взвод
      - Штабная секция (1 мотоцикл, 1 машина Kfz 1, 1 машина Kfz 4 машина с двумя пулемётами и 1 Sd Kfz 7 полугусеничный)
      - 2 орудийные секции (2 полугусеничных Sd Kfz 7, 2 105-мм орудия K18 на каждую)
      - Отделение боеприпасов (1 лёгкий автомобиль и 4 3-тонных грузовика)

    - Секция технического обслуживания (1 мотоцикл с коляской, и 1 автомобиль Kfz 2/49)
    - Батарейный поезд (1 лёгкий грузовик и 3 средних грузовика)

  - 2 (мот.) батареи 150-мм гаубиц sFH, каждая с:
    - Штаб батареи (3 мотоцикла, 1 автомобиль Kfz 1, 1 автомобиль Kfz 2 автомобиль, 2 автомобиля Kfz 15, 1 наблюдательная машина Sd Kfz 253)
    - Отряд связи
      - Штабная секция (1 автомобиль Kfz 15 и 1 фургон Kfz 17/1)
      - 1 средняя телефонная секция (1 автомобиль Kfz 15 и 1 фургон Kfz 76)
      - 1 секция ранцевых радиостанций (1 автомобиль Kfz 2)

    - Орудийный взвод
      - Штабная секция (1 мотоцикл, 1 автомобиль Kfz 4 с двумя пулемётами, 2 автомобиля Kfz 15 и 1 полугусеничный Sd Kfz 7)
      - 2 орудийный взвод (3 полугусеничных Sd Kfz 7, 3 150-мм sFH)
      - Отделение боеприпасов (1 лёгкий автомобиль и 4 3-тонных грузовика)

    - Секция технического обслуживания (1 мотоцикл с коляской, и 1 автомобиль Kfz 2/49)
    - Батарейный поезд (1 лёгкий грузовик и 3 средних грузовика)
- 312-й (мот.) зенитный дивизион:
  - Штаб дивизиона (3 мотоцикла, 1 лёгкая машина и 2 машины Kfz 15)
  - 1 (мот.) штабная батарея дивизиона
    - Штаб батареи (2 машины Kfz 15 и 2 пулемёта)
    - Взвод связи
      - Штабная секция (2 мотоцикла, 1 мотоцикл с коляской и 1 фургон Kfz 17/1)
      - 1 тяжёлая телефонная секция (1 автомобиль Kfz 2 и 1 фургон Kfz 23)
      - 3 лёгкие телефонные секции (1 автомобиль Kfz 15 на каждую)
      - 1 секция ранцевых радиостанций (1 автомобиль Kfz 2)
      - 1 лёгкая радио секция (1 фургон Kfz 17/1)
      - 1 средняя радио секция (1 автомобиль Kfz 15 и 1 фургон Kfz 17/1)

    - Метеорологическая секция (1 мотоцикл и 1 фургон Kfz 61)
    - Секция оценки (1 средний грузовик)
    - Секция технического обслуживания (1 мотоцикл с коляской и автомобиль Kfz 2/40)
    - Дивизионный ремонтный отряд (1 лёгкая машина и 4 3-тонных грузовика)
    - Батарейный поезд (1 лёгкая машина, 1 машина Kfz 1, 3 лёгких грузовика, 3 средних грузовика и 1 Kfz 31 санитарная машина)

  - 2 (мот.) 88-мм зенитные батареи, каждая с:
    - Штаб батареи (3 мотоцикла и 2 автомобиля Kfz 15)
    - Топографический отряд
      - Штабной отряд (1 автомобиль Kfz 15)
      - 2 топографические секции (1 фургон Kfz 74 и 1 прицеп)

    - Отряд связи
      - 1 тяжёлая телефонная секция (1 автомобиль Kfz 2, 1 фургон Kfz 23)
      - 1 лёгкая радио секция (1 фургон Kfz 17)

    - Лёгкий зенитный взвод (1 мотоцикл с бортовой, 1 мотоцикл с боковым прицепом, 3 грузовика Kfz 81, 3 20-мм зенитных орудия)
    - Тяжёлый зенитный взвод
      - Штабная секция (1 мотоцикл, 1 автомобиль Kfz 15, 1 полугусеничный Sd Kfz 7 и 1 орудийный лафет без орудия)
      - Орудийная секция (4 полугусеничных Sd Kfz 7 и 4 88-мм орудия)

    - Секция технического обслуживания (1 мотоцикл с коляской и 1 автомобиль Kfz 2 /40)
    - Батарейный поезд (1 лёгкий автомобиль, 2 лёгких грузовика, 1 грузовик Kfz 81, 3 средних грузовика и 1 прицеп с боеприпасами)

  - (мот.) 20-мм армейская зенитная батарея
    - Штаб батареи (3 мотоцикла, 1 автомобиль Kfz 1, 2 автомобиля Kfz 15 2 машины и 2 пулемёта)
    - Взвод связи
      - Штабная секция (1 мотоцикл с коляской)
      - 1 лёгкая телефонная секция (1 машина Kfz 2)
      - 1 лёгкая радио секция (1 фургон Kfz 17)
      - 5 секций ранцевых радиостанций (1 автомобиль Kfz 2 на каждую)
      - Отряд подвоза боеприпасов (4 3-тонных грузовика)

    - 4 лёгких зенитных взвода
      - Штабная секция (2 мотоцикла, 1 автомобиль Kfz 15)
      - Орудийная секция (3 грузовика Kfz 81 и 3 20-мм зенитных орудия)

    - Секция технического обслуживания (1 мотоцикл с бортовой и 1 автомобиль Kfz 2/40)
    - Батарейный поезд (1 лёгкая машина, 2 лёгких грузовика и 3 средних грузовика)
- 1 (мот.) Артиллерийская колонна
  - Колонна (2 мотоцикла, 1 мотоцикл с коляской, 2 лёгких автомобиля и 12 средних грузовиков)

3-й пионерский батальон:
- Штаб батальона (2 мотоцикла, 2 мотоцикла с коляской, 3 автомобиля Kfz 15 и 2 пулемёта)
- Отряд связи
  - 4 лёгкие радио секции (1 машина Kfz 2 на каждую)
  - 1 тяжёлая телефонная секция (1 автомобиль Kfz 2 и 1 3-тонный грузовик)
- Отряд технического обслуживания (1 мотоцикл с коляской, 1 автомобиль Kfz 2/40, 1 лёгкая машина и 2 3-тонных грузовика)
- Батальонный поезд (1 мотоцикл с коляской, 4 средних 4 средних грузовика, 2 3-тонных грузовика и 1 санитарная машина Kfz 31)
- 3 (мот.) пионерские роты, каждая из которых имеет:
  - Штаб роты (3 мотоцикла, 1 мотоцикл с коляской, 1 автомобиль Kfz 15)
  - Отряд поддержки (3 3-тонных грузовика и 2 компрессорных прицепа)
  - Отряд связи
    - Штабная секция (1 автомобиль Kfz 15)
    - 2 лёгкие радио секции (1 фургон Kfz 17 на каждую)

  - 3 пионерских взвода, каждый в составе:
    - Штабная секция (1 мотоцикл, 1 мотоцикл с боковым автомобиль, 1 автомобиль Kfz 15, 1 средний грузовик и 1 противотанковое ружье).
    - 3 пионерских отделения (1 автомобиль Kfz 15, 1 3-тонный грузовик на каждое; 1 секция имела 1 ручной пулемёт)

  - Отряд технического обслуживания (1 мотоцикл с коляской, 1 автомобиль Kfz 2/40)
  - Батальонный поезд (1 мотоцикл, 2 средних грузовика и 1 3-тонный грузовик)
- 1 Пионерская колонна снабжения:
  - Штаб колонны (2 мотоцикла, 1 мотоцикл с коляской, 1 лёгкая машина)
  - 1 взвод (1 мотоцикл, 1 мотоцикл с коляской, 5 средних грузовиков, 1 4,5-тонный фургон, 1 компрессорный прицеп, 1 грузовой прицеп, 1 сварочный прицеп и 1 ручной пулемёт)
  - 1 взвод (1 мотоцикл, 1 мотоцикл с коляской, 5 средних грузовиков, 1 прицеп с инструментами, 1 8-тонный прицеп 1 ручной пулемёт)
  - Колонный поезд (1 мотоцикл с коляской и 1 средний грузовик)

3-й противотанковый дивизион:
- Управление дивизиона
  - Штаб батальона (2 мотоцикла, 1 мотоцикл с коляской, 3 автомобиля Kfz 15, Sd Kfz 101 Mk I без башни и 2 ручных пулемёта)
  - Отряд связи
    - Штабная секция (2 мотоцикла и 1 автомобиль Kfz 15)
    - 4 секции ранцевых радиостанций (1 машина Kfz 2 на каждую)
    - 2 лёгкие радио секции (1 фургон Kfz 17 на каждую)

  - Отряд технического обслуживания (1 мотоцикл с коляской, 1 автомобиль Kfz 2/40, 1 средний автомобиль, 1 лёгкий грузовик и 2 3-тонных грузовика)
  - Дивизионный поезд (2 лёгких автомобиля, 2 лёгких грузовика, 1 2-тонный грузовик, 1 средний грузовик, 1 3-тонный грузовик и 1 санитарная машина Kfz 31)
- 1-я и 2-я самоходные тяжёлые противотанковые батареи, каждая в составе:
  - Штаб роты (3 мотоцикла, 1 мотоцикл с коляской и 1 автомобиль Kfz 12)
  - Отделение боеприпасов (3 бронетранспортёра Sd Kfz 111)
  - 2 секции ранцевых радиостанций (по 1 автомобилю Kfz 2 на каждое)
  - 2 самоходных противотанковых взвода, каждый с
    - Штабная секция (1 мотоцикл, 1 мотоцикл с коляской 1 автомобиль Kfz 1 и 1 3-тонный грузовик)
    - Орудийная секция (3 самоходных 75-мм противотанковых орудия и 3 ручных пулемёта)

  - Секция технического обслуживания (1 мотоцикл с коляской, 2 2-тонных грузовика, 1 полугусеничный Sd Kfz 10 и 1 ручной пулемёт)
  - Ротный поезд (1 лёгковой Kfz 15, 1 2-тонный грузовик, 1 средний грузовик и 2 3-тонных грузовика)
- 3-я (мот.) противотанковая батарея
  - Штаб роты (3 мотоцикла, 1 мотоцикл с коляской, и 1 автомобиль Kfz 12)
  - 3 средних противотанковых взвода, каждый в составе:
    - Орудийное отделение (5 полугусеничных Sd Kfz 10, 3 50-мм PAK 38, 2 прицепа с боеприпасами и 2 ручных пулемёта)

  - Секция технического обслуживания (1 мотоцикл, 1 автомобиль Kfz 2/40)
  - Ротный поезд (1 лёгкий автомобиль, 3 лёгких грузовика, 1 2-тонный грузовик, 1 средний грузовик, 1 прицеп с боеприпасами)

3-й батальон связи
- Управление батальона
  - Штаб батальона (2 мотоцикла, 1 лёгкая машина, 2 Kfz 15 2 лёгковых автомобиля, 2 2-тонных грузовика)
  - Отряд технического обслуживания (1 мотоцикл с коляской, 1 машина Kfz 2/40, 2 2-тонных грузовика)
  - Батальонный поезд (1 мотоцикл с коляской, 4 средних грузовика, 2 3-тонных грузовика и 1 санитарная машина Kfz 31)
- 1 (мот.) телефонная рота:
  - Штаб роты (1 мотоцикл, 1 мотоцикл с коляской, 1 автомобиль Kfz 15, 1 2-тонный грузовик и 1 ручной пулемёт)
  - 1 взвод связи
    - Штабная секция (2 мотоцикла, 1 автомобиль Kfz 15 и 1 ручной пулемёт)
    - 3 оперативные телефонные секции (1 автомобиль Kfz 15 и 1 фургон Kfz 17 на каждую)
    - 4 лёгкие телефонные секции (1 автомобиль Kfz 15 на каждую)

  - 3 взвода связи
    - Штабная секция (каждая с: 2 мотоцикла, 1 автомобиль Kfz 15 и 1 ручной пулемёт)
    - 4 тяжёлые телефонные секции (1 автомобиль Kfz 2 и 1 фургон Kfz 23 фургон на каждую)

  - Отряд технического обслуживания (1 мотоцикл с коляской, 1 автомобиль Kfz 2/40)
  - Батальонный поезд (1 автомобиль Kfz 15, 3 лёгких и 3 средних грузовика)
- 1 (мот.) радиорота:
  - Штаб роты (1 мотоцикл, 1 мотоцикл с коляской, 1 автомобиль Kfz 15, 1 2-тонный грузовик и 1 ручной пулемёт)
  - 1-й взвод
    - Штабная секция (2 мотоцикла, 1 автомобиль Kfz 15 и 1 ручной пулемёт)
    - 1 механизированная командная секция (1 полугусеничный Sd Kfz 251/6)
    - 6 средних радио секций (1 автомобиль Kfz 15 и 1 фургон Kfz 17 в каждой)

  - 2-й взвод
    - Штабная секция (2 мотоцикла, 1 автомобиль Kfz 15 и 1 ручной пулемёт)
    - 6 средних радио секций (1 автомобиль Kfz 15 и 1 фургон Kfz 17 в каждой)
    - 2 средние радио секции (1 фургон Kfz 17 на каждую)

  - 3-й взвод
    - Штабная секция (2 мотоцикла, 1 автомобиль Kfz 15 и 1 ручной пулемёт)
    - 4 средние радио секции (1 автомобиль Kfz 15 и 1 фургон Kfz 17 в каждой)
    - 2 лёгкие радио секции (1 Kfz 17/1 фургон на каждую)
    - 1 секция шифрования (2 машины Kfz 15)

  - Секция технического обслуживания (1 мотоцикл с коляской и 1 автомобиль Kfz 2/40)
  - Ротный поезд (1 автомобиль Kfz 15, 3 лёгких грузовика, 2 средних грузовика, 1 фургон Kfz 42 и 1 прицеп-генератор)
- 1 (мот.) Колонна снабжения:
  - Колонна (1 мотоцикл с коляской, 1 лёгкая машина, 1 лёгкий грузовик, 4 средних грузовика, 2 фургона Kfz 42, и 1 прицеп-генератор)

Вспомогательные службы дивизии
- Управление дивизионного батальона снабжения
  - Штаб батальона (1 мотоцикл, 4 мотоцикла с коляской, 1 средний автомобиль и 1 прицеп-генератор и 1 11-местный автобус)
  - Батальонный поезд (1 лёгкий грузовик)
- 1—8/3-я моторизованная лёгкая (30-тонная) колонна снабжения, каждая из которых имеет:
  - Штаб колонны (1 мотоцикл, 1 мотоцикл с коляской и 2 лёгких автомобиля)
  - 2 секции (5 средних грузовиков и 1 ручной пулемёт на каждую)
  - Колонный поезд (1 мотоцикл с коляской и 1 лёгкий грузовик)
- 9/3-я колонна для перевозки топлива (25 кубометров), каждая с:
  - Штаб колонны (1 мотоцикл, 1 мотоцикл с коляской, 1 лёгкая машина)
  - 2 секции (5 средних топливозаправщиков и 1 ручной пулемёт на каждую)
  - Колонный поезд (1 мотоцикл с коляской и 1 лёгкий грузовик)
- 10/,11/3-я (мот.) топливные (25 кубометров) колонны, каждая с:
  - Штаб колонны (1 мотоцикл, 1 мотоцикл с коляской, 1 лёгкий автомобиль)
  - 2 секции (5 средних топливозаправщиков и 1 ручной пулемёт на каждую)
  - Колонные поезда (1 мотоцикл с коляской и 1 лёгкий грузовик)
- 1/,2/3-я (мот.) роты технического обслуживания, каждая с:
  - Штаб роты (1 мотоцикл и 1 лёгкая машина)
  - 2 взвода технического обслуживания (1 мотоцикл с коляской, 1 лёгкая машина, 1 лёгкий грузовик, 1 тяжёлый грузовик, 1 31-местный автобус, 1 фургон Kfz 79, 1 полугусеничный Kfz 7, 1 грузовой прицеп и 1 прицеп с инструментами на каждый)
  - 1 взвод оружейников (2 мотоцикла с коляской, 1 лёгкий грузовик, 4 средних грузовика)
  - Ротные поезда (1 мотоцикл с коляской, 1 лёгкая машина и 3 лёгких грузовика)
- 3-я рота снабжения
  - Штаб роты (2 мотоцикла с коляской, 1 лёгкая машина и 1 лёгкий грузовик)
  - 3 взвода снабжения (1 мотоцикл с коляской, 3 средних грузовика и 2 ручных пулемёта на каждый)
  - 1 технический взвод (1 мотоцикл с коляской, и 3 средних грузовика)
  - Ротный поезд (1 мотоцикл и 1 лёгкий грузовик)
- Администрация 3-й дивизии (1 мотоцикл и 4 средних грузовика)
- 3-я хлебопекарная рота
  - Штаб роты (1 мотоцикл и 1 лёгкий автомобиль)
  - 2 взвода (3 тяжёлых грузовика, 1 тяжёлый водовоз, 1 33-местный автобус, 1 прицеп с тестомесом и 2 прицепа с печью)
  - Ротный поезд (1 мотоцикл с боковым прицепом, 1 лёгкая машина и 3 лёгких грузовика)
- 3-я мясная рота
  - Штаб роты (1 мотоцикл, 1 мотоцикл с коляской, 1 лёгкая машина)
  - 2 взвода (3 средних грузовика и 1 прицеп-генератор на каждый)
  - Ротный поезд (1 мотоцикл с коляской, 1 лёгкая автомобиль и 3 лёгких грузовика)
- 1/2/3-я медицинская рота, каждая в составе:
  - Штаб роты (1 мотоцикл, 1 мотоцикл с коляской, и 1 лёгкая машина)
  - 3 взвода (1 лёгкая машина, 5 средних грузовиков и 1 санитарная машина Kfz 31)
  - Ротный поезд (1 мотоцикл и 3 лёгких грузовика)
- 1/2/3-й взводы скорой помощи, каждый с:
  - Штаб взвода (4 мотоцикла с коляской и 2 лёгких автомобиля)
  - 2 отделения (8 машин скорой помощи Kfz 31)
- 3-й отряд военной полиции (12 мотоциклов, 4 мотоцикла с коляской, 14 лёгких автомобилей, 1 лёгкий грузовик и 2 ручных пулемёта)
- 3-я полевая почта (3 лёгких автомобиля и 1 средний грузовик)[3]

### 1944 год
- 8-й моторизованный полк (Grenadier-Regiment (mot.) 8)
- 29-й моторизованный полк (Grenadier-Regiment (mot.) 29)
- 3-й артиллерийский полк (Panzer-Artillerie-Regiment 3)
- 103-й танковый батальон (Panzer-Abteilung 103)
- 103-й разведывательный батальон (Panzer-Aufklärungs-Abteilung 103)
- 312-й зенитный артиллерийский дивизион (Heeres-Flak-Artillerie-Abteilung 312)
- 3-й противотанковый артиллерийский дивизион (Panzer-Jäger-Abteilung 3) (с июня 1944)
- 3-й сапёрный батальон (Panzer-Pionier-Bataillon 3)
- 3-й батальон связи (Panzer-Nachrichten-Abteilung 3)
- Вспомогательные части, имевшие дивизионный номер 3

## Награждённые Рыцарским крестом Железного креста

### Рыцарский Крест Железного креста (30)
- Фриц Йегер, 26.05.1940 — майор, командир 2-го батальона 8-го пехотного полка
- Фриц-Хуберт Грезер, 19.07.1940 — полковник, командир 29-го моторизованного полка
- Альбрехт Эрдманн, 12.09.1941 — оберстлейтенант, командир 53-го мотоциклетного батальона
- Эрнст Борхерт, 29.09.1941 — обер-лейтенант, командир 1-й роты 29-го моторизованного полка
- Адольф-Хильмар фон Типпельскирх, 29.09.1941 — обер-лейтенант, командир 1-й батареи 3-го артиллерийского полка
- Герхард Балль, 23.11.1941 — капитан, командир 53-го разведывательного моторизованного батальона
- Вильгельм Вольф, 07.08.1942 — штабс-фельдфебель, командир взвода 2-й роты 103-го танкового батальона
- Эвальд фон Штюнцнер, 10.09.1942 — капитан, командир 3-й роты 103-го танкового батальона
- Хельмут Шпекенхайер, 07.10.1942 — обер-лейтенант, командир 3-й батареи 312-го зенитного артиллерийского дивизиона
- Пауль Беккер, 25.10.1942 — обер-ефрейтор, наводчик 10-й батареи 3-го артиллерийского полка
- Отто Хайнце, 06.11.1942 — обер-фельдфебель, командир взвода 2-й роты 3-го сапёрного батальона
- Гарри Мирау, 13.11.1942 — ефрейтор, наводчик 3-й роты 3-го противотанкового батальона
- Вальтер Штраке, 21.11.1942 — обер-лейтенант резерва, командир 2-й роты 53-го мотоциклетного батальона
- Герхард Тюрке, 17.12.1942 — обер-лейтенант резерва, командир 3-й роты 29-го моторизованного полка
- Рудольф Хен, 18.12.1942 — капитан, командир 1-й роты 103-го танкового батальона
- Генрих Шварц, 15.01.1943 — обер-ефрейтор, наводчик 10-й батареи 3-го артиллерийского полка
- Зигурд-Хорстмар фрайхерр фон Больё-Марконне, 20.01.1943 — полковник, командир 29-го моторизованного полка
- Карл-Артур Апицш, 04.11.1943 — обер-лейтенант, передовой наблюдатель 4-й батареи 3-го артиллерийского полка
- Герхард Вальтер, 01.01.1944 — обер-фельдфебель, командир взвода 5-й роты 29-го моторизованного полка
- Пауль-Георг Шуберт, 02.03.1944 — обер-фельдфебель, командир взвода 3-й роты 3-го сапёрного батальона
- Норберт Земрау, 06.04.1944 — лейтенант резерва, командир взвода 1-й роты 29-го моторизованного полка
- Эрнст Йеттинг, 04.06.1944 — обер-фельдфебель, командир взвода 1-й роты 29-го моторизованного полка
- Фриц Шерф, 30.09.1944 — обер-фельдфебель, командир взвода 2-й роты 103-го танкового батальона
- Вернер Бешнидт, 04.10.1944 — обер-лейтенант, командир 2-й роты 103-го танкового батальона
- Герхард Верманн, 03.11.1944 — капитан, командир 3-го полевого запасного батальона
- Карлхайнц Циллис, 11.12.1944 — лейтенант резерва, командир 10-й роты 8-го моторизованного полка
- Вернер Вегенер, 24.12.1944 — майор резерва, командир 3-го сапёрного батальона
- Герман Крахт, 25.12.1944 — обер-фельдфебель, командир взвода 12-й (пулемётной) роты 29-го моторизованного полка
- Ганс Вальц, 14.04.1945 — обер-лейтенант, командир 1-й роты 103-го танкового батальона
- Вальтер Литтманн, 17.04.1945 — капитан, командир 1-го батальона 8-го моторизованного полка

### Рыцарский Крест Железного креста с Дубовыми листьями (3)
- Хельмут Шлёмер (№ 161), 23.12.1942 — генерал-майор, командир 3-й пехотной моторизованной дивизии
- Фриц-Хуберт Грезер (№ 517), 26.06.1944 — генерал-лейтенант, командир 3-й моторизованной дивизии
- Рудольф Хен (№ 590), 21.09.1944 — майор, командир 103-го танкового батальона